# Andrea Pratichetti
Andrea Pratichetti (Roma, 26 novembre 1988) è un rugbista a 15 italiano, tre quarti centro del Mogliano in TOP10.
È fratello minore di Matteo Pratichetti, anch'egli rugbista di rilievo internazionale, e nipote di Carlo Pratichetti, allenatore di rugby ed ex giocatore.

## Biografia
Cresciuto nel Rugby Roma, dove suo zio Carlo era giocatore e poi allenatore, Andrea Pratichetti passò poi alle giovanili della Capitolina, prima di essere ingaggiato da professionista, nel 2007, dal Calvisano.
Nel club lombardo rimase due stagioni poi, a seguito del ridimensionamento economico della società avvenuto nel 2009, Pratichetti fu tra i giocatori messi in uscita dal club; si accasò quindi al Rovigo per una stagione, dopo la quale si trasferì in Celtic League al Benetton dalla stagione 2010-11.
Nel 2017, terminata l'esperienza trevigiana, fu ingaggiato dal San Donà e, nel 2019, da Mogliano, in cui, oltre al ruolo di giocatore della prima squadra, ricopre anche quello di allenatore della squadra cadetta che milita in serie B.
In nazionale vanta 4 presenze tra il 2012 e il 2016; l'esordio fu a Toronto contro il Canada e il più recente incontro è l'ultima partita del Sei Nazioni 2016 a Cardiff contro il Galles.

## Palmarès
- Campionati italiani: 1
Calvisano: 2007-08